# Гунба, Саида Каносовна
Саида Капасовна Гунба (30 августа 1959 года в Сухуми — 24 ноября 2018) — советская легкоатлетка, в основном выступавшая в метании копья. На Летних Олимпийских играх выступала за команду СССР и в 1980 году взяла серебро в метании копья, показав результат 67,76 метра. Личный рекорд в метании копья — 68,28, показан в 1980 году. Двукратная чемпионка СССР (1978, 1979).

## Карьера
В легкую атлетику пришла в 1974 году, тренировалась под руководством Михаила Карповича Каракеяна. С 1976 по 1981 году училась в Грузинском государственном институте физической культуры, тренером был Илья Константинович Гигаури. В состав команды СССР по легкой атлетике вошла уже в 1977 году, в основной состав — в 1978 году, находилась в нём до 1988 года.

### Достижения
- Первенство СССР среди юниоров (Рига, 1978) — Золото
- Чемпионат СССР (Тбилиси, 1978) — Золото
- XII летняя спартакиада народов СССР (Москва, 1979) — Золото
- Матч СССР-ГДР (Лейпциг, 1979) — Бронза
- Женский полуфинал Кубка Европы (Нидерланды, г. Ситтард, 1979) — Золото
- Турнир звезд (Япония, г. Токио, 1980) — Золото
- XIII летняя спартакиада народов СССР (Москва, 1983) — Серебро

### Награды
- Почётная грамота Президиума Верховного Совета Грузинской ССР (1979).
- Почётная грамота Министерства высшего и среднего специального образования СССР (1980).
- Орден «Знак Почёта» (1980).
- Орден "Ахьдз-Апша" третьей степени за заслуги в развитии спорта в Республике Абхазия (2004).
- Медаль "За отвагу".